# Sortpletprojekt
Et sortpletprojekt er et forløb, hvor et trafikalt element, såsom et vejkryds, forbedres med henblik på øget trafiksikkerhed. Navnet stammer fra de sorte pletter de offentlige myndigheder placerede på vejkortene over trafikale uheld til at udpege steder, hvor der var flere uheld end andre og som derfor måtte udbedres. De sorte var personskader, muligvis fatale, som måtte prioriteres højest.
I dag sker optællingen af trafikale uheld over flere år, da trafikuheldshyppigheden er faldet igennem årene. Navnlig fordi de farligste vejkryds og -elementer er blevet udbedret. I nogle tilfælde adskillige gange, hvor det senere er blevet vurderet som alvorligt at et givent antal uheld fandt sted, der for år tilbage var en klar forbedring fra datidens udgangspunkt. 
De sorte pletter er i dag blevet udskiftet med sorte og hvide pile i et såkaldt koalitionsdiagram. 
Denne forbedring gør, at der nemt kan dannes et overblik over uheldene og tendenser ved at se pilene angive retning og uheldsmåde, hvor det før krævede at nærlæse rapporterne bag de sorte plette.

## Projektforløb
Det kaldes et projekt da udbedringen grundlæggende gennemgår tre faser: udpegning, evaluering og udbedring. Først findes et problemfyldt område eller element, hvor der findes mange uheld. Områder med flere uheld prioriteres åbenlyst først. Dette første skridt udføres oftest af vejdirektoratet, der så enten begynder projektet på egen hånd, eller involverer den relevante myndighed eller kommune, ved veje der administreres af disse. Evalueringen består i at undersøge de registrerede uheld, både person-, materiel- og såkaldte ekstrauheld. 
Herefter opgøres de efter, hvorledes de forekom samt om de kan kategoriseres som "venstresvingende fra X vej" eller på grund af for høj hastighed. Dertil foreslås så ændringer i indretningen, dette kunne være nye svingbaner, dedikeret lys til dette sving i trafiksignaler eller ombygning til rundkørsel fra forrige kategorieksempel og for at modarbejde uheld ved for høj fart kunne eksempler på forbedringer være: oplysning af området om natten, hastighedsbegrænsning til 70 km/t på landevej eller vejbump m.v. Dette bringes så i stand, hvor det forventes at udbedringerne nedsætter uheldsantallet den kommende årrække.

## I udlandet
Sortpletsprojekter kendes i udlandet kun i ganske få lande. Heriblandt Nederlandene, og i den engelsktalende verden Australien. Andre lande har indført begrebet "sortplet" som en beskrivelse af strækninger eller steder, hvor der sker hyppige uheld og skilter med advarsel til trafikanter.
I Nederlandene indførtes sortpletprojekter af Amsterdams kommune i år 2000, som en udvidelse af landets indsats mod trafikuheld, der kan føres tilbage til 1970'erne. I Nederlandene udføres projekterne af en arbejdsgruppe hvor kommunen, politiet og anklagemyndigheden deltaget. I Nederlandene er der en løbende definition af, hvilke stækninger og elementer der udpeges som en "sort plet" i infrastrukturen, i stedet for en prioritering baseret på antal uheld, som det kendes fra Danmark. Således viser en opgørelse at antallet af sortpletter i Amsterdam faldt fra 167 til 66 i perioden 2000-2010.
I Australien blev konceptet indført af landets regering i 1990, hvor programmet som udgangspunkt havde et fast beløb, til at forbedre mere end 1000 områder, der også indeholdt broer. I 1995 blev den første evaluering foretaget, der opgjorde at den samfundsøkonomiske gevinst for projektet var $4 AUD for hver dollar brugt. I det australske projekt skal en given strækning havde en ulykkesrate på 0,2 ofre per kilometer eller være blandt de 10% farligste ruter for at blive medtaget. Dette adskiller også den australske indsats fra den danske. Hvor vi herhjemme opgøre forbedringernes effekt individuelt for hver område, i den løbende udbedring, sker det i Australien i form af an national handlingsplan, med tilhørende budget og prioritering sat i højere grad af politiske kræfter. Det australske program har derfor også været afviklet under andre regeringer siden dens indførsel. I nyere tid er programmet løbende blevet evalueret, og det blev fundet i 2012 at indsatsen i gennemsnit forhindrede 1,7 rapporterede uheld.
I Østeuropæiske lande skiltes der som advarsel mod de uheldsplagede sortplets områder, navnlig i Polen men også lande som Litauen og Serbien. I Østeuropa bruges sortpletter også om andre uheldstyper, såsom drukneulykker og på jernbanestationer uden passering over eller under skinnerne, hvorfor personpåkørsler kan ske i større omfang. Her skiltes ligeledes for at advare befolkning. I Polen har landets vejdirektorat overtaget definitionen af landets vejrelaterede sortpletter, hvor kriteriet er et antal uheld på et afgrænset stykket vej indenfor en given årrække. Der skiltes så med særlig iøjefaldende skilte, indrettet så det ikke fremstår som alm. vejskilt, hvorpå der også påskrives, hvor mange der er omkommet samt tilskadekommet det pågældende sted de seneste tre år. I 2011 opgjorde en polsk rapport, at hver tredje billist i landet satte farten op, når de passerede landets skilte, kun hver fjerde satte farten ned. 40% af de 56.000 undersøgte bilister ændrede ikke adfærd ved skiltet. Polen har derfor startet et program ved navn "Roads of Trust", der skal ombygge sortplet-områderne for at gøre dem mere sikre i stedet.
| - Eksempler på skiltning - Eksempel fra Uganda - Sortplet-advarselsskilt i Litauen. |